# Günther Reimann
Günther Reimann (* 7. März 1924 in Lubmin, Landkreis Greifswald; † 24. Dezember 1998 in Berlin) war ein deutscher Politiker (SPD).
Günther Reimann besuchte ein Gymnasium und legte 1942 das Abitur ab. Im selben Jahr begann er ein Studium an der Universität Greifswald, wurde aber nach wenigen Wochen von der Wehrmacht eingezogen. Nach dem Zweiten Weltkrieg konnte er 1946 das Studium der Human- und Veterinärmedizin an den Universitäten Hannover und Berlin fortsetzen. 1950 legte er das Staatsexamen ab und wurde wissenschaftlicher Assistent an der Staatlichen Forschungsanstalt für Tierseuchen auf der Insel Riems in Greifswald. Reimann promovierte 1952 zum Dr. med. vet. und wurde Assistent an der Freien Universität Berlin. 1956 wurde er Geschäftsführer der „Obersten Behörde für Traberzucht“ (OBT) und ab 1958 Amtstierarzt im Bezirksamt Kreuzberg.
Reimann trat 1960 der SPD bei und wurde bei der Berliner Wahl 1967 in das Abgeordnetenhaus von Berlin gewählt. Nach einer Legislaturperiode schied er im März 1971 aus.